# ورزشگاه بارناباس یووه
ورزشگاه بارناباس یووه (به لاتین: Barnabas Youwe Stadium) یک ورزشگاه در اندونزی است که در Jayapura واقع شده‌است.